# Hoàng Nguyên Thanh
Hoàng Nguyên Thanh (sinh 1995 tại Bình Phước) là vận động viên điền kinh Việt Nam thi đấu ở phân môn marathon. Thành tích tốt nhất của anh ở cự ly 42,195 km là 2 giờ 18 phút 43 giây tại tại Giải vô địch Marathon Châu Á 2024 tại HongKong, Trung Quốc . Thành tích này đã giúp Hoàng Nguyên Thanh lọt TOP 10 chung cuộc đồng thời phá kỷ lục Quốc gia ở nội dung Marathon nam tồn tại suốt 21 năm qua. Kỷ lục cũ ở nội dung này do Nguyễn Chí Đông xác lập năm 2003. . 
Ở cấp độ quốc gia, Hoàng Nguyên Thanh thi đấu cho đoàn thể thao Bình Phước, đã 6 lần liên tiếp vô địch cự ly marathon ở giải marathon vô địch quốc gia từ năm 2020 đến 2025.

## Thành tích
- Huy chương đồng marathon nam SEA Games 2015
- Huy chương Vàng marathon nam SEA Games 2021